# フォティーノ
フォティーノ（英: Photino）は、亜原子粒子の1つであり、超対称性理論から予測される光子の超対称性パートナーである。ゲージーノに分類される。フォティーノのレプトン数は0、バリオン数は0、スピン角運動量は1/2である。Rパリティは-1で、暗黒物質の候補である。Zボソンの超対称性パートナーであるジーノ、中性ヒッグス粒子の超対称性パートナーであるヒグシーノと混合して、ニュートラリーノとなる。